# South Dalton
South Dalton är en by i civil parish Dalton Holme, i distriktet East Riding of Yorkshire, i grevskapet East Riding of Yorkshire, i England. Byn är belägen 10 km från Market Weighton. South Dalton var en civil parish fram till 1935 när blev den en del av Dalton Holme. Civil parish hade 233 invånare år 1931. Byn nämndes i Domedagsboken (Domesday Book) år 1086, och kallades då Delton.